# Rob Terry
Robert Terry é um lutador de wrestling profissional britânico. Atualmente trabalha na Total Nonstop Action Wrestling onde utliza o ring name Big Rob Terry.

## Carreira

### World Wrestling Entertainment (2007–2008)
Terry trabalhou na Florida Championship Wrestling, território de treinamento da WWE até ser demitido em 2008.

### Total Nonstop Action Wrestling (2009-Presente)
Fez a estréia na TNA em 30 de de abril de 2009 em uma edição do iMPACT! se aliando com The British Invasion. Em 27 de janeiro de 2010 em house show realizado em Cardiff, Pais de Gales derrotou Eric Young para conquistar o TNA Global Championship.

## No wrestling
- Finishers e ataques secundários
  - Chokeslam
  - Full nelson slam
  - Running powerslam
- Golpes especiais
  - Fallaway slam
  - Full nelson
  - Standing thrust spinebuster
- Managers
  - Nick Nemeth
- Lutadores que foi manager
  - Nick Nemeth
  - Doug Williams
  - Brutus Magnus

## Campeonatos e prêmios
- Total Nonstop Action Wrestling
  - TNA Global Championship (1 vez)